# Brännkyrka distrikt
Brännkyrka distrikt är ett distrikt i Stockholms kommun och Stockholms län. 
Distriktet ligger i södra Söderort i Stockholms kommun med i huvudsak samma omfattning som Älvsjö stadsdelsområde hade samt utöver detta även stadsdelarna Fruängen och Västertorp. 

## Tidigare administrativ tillhörighet
Distriktet inrättades 2016 och utgörs av en del av området som till 1971 utgjorde Stockholms stad i en del av det område som före 1913 utgjorde Brännkyrka socken.
Området motsvarar den omfattning Brännkyrka församling hade 1999/2000.